# İlhan Mansız
İlhan Mansiz, född 10 augusti 1975 i Kempten im Allgäu i Tyskland, är en turkisk tidigare fotbollsspelare (anfallare). Han har bland annat spelat i det turkiska storlaget Beşiktaş JK, Ankaragücü och det japanska Vissel Kobe. Han har också spelat för det turkiska landslaget där han debuterade mot Moldavien i oktober 2001.